# Eurodryas morena
Eurodryas morena är en fjärilsart som beskrevs av Ribbe 1910. Eurodryas morena ingår i släktet Eurodryas och familjen praktfjärilar. Inga underarter finns listade i Catalogue of Life.